# سابر
سابر یک نوع شمشیر یک‌دمه با تیغه منحنی است که توسط سواره نظام سبک در دوران مدرن نخستین و ناپلئونی استفاده می‌شد. سابر نظامی به عنوان یک سلاح دوئل در شمشیربازی‌های آکادمی نظامی در قرن نوزدهم مورد استفاده قرار گرفت و موجب ایجاد رشته از شمشیربازی سابر مدرن شد، که در المپیک تابستانی ۱۸۹۶ معرفی شده بود. آخرین سابری که به سواره نظام ایالات متحده اعطا شد، شمشیر پاتون در سال ۱۹۱۳ بود.

## کاربرد
سابر در ابتدا توسط سواره نظام اروپای مرکزی مانند هوسارها استفاده می‌شد و سپس در اروپای غربی در جنگ سی ساله گسترده شد. شمشیرهای سابر سبکتر نیز در پیاده‌نظام اواخر قرن هفدهم محبوبیت پیدا کردند. در اواخر قرن نوزدهم، مدل‌های با انحنای کمتر تیغه رایج شد و همچنین توسط سواره نظام‌های سنگین مورد استفاده قرار گرفت.

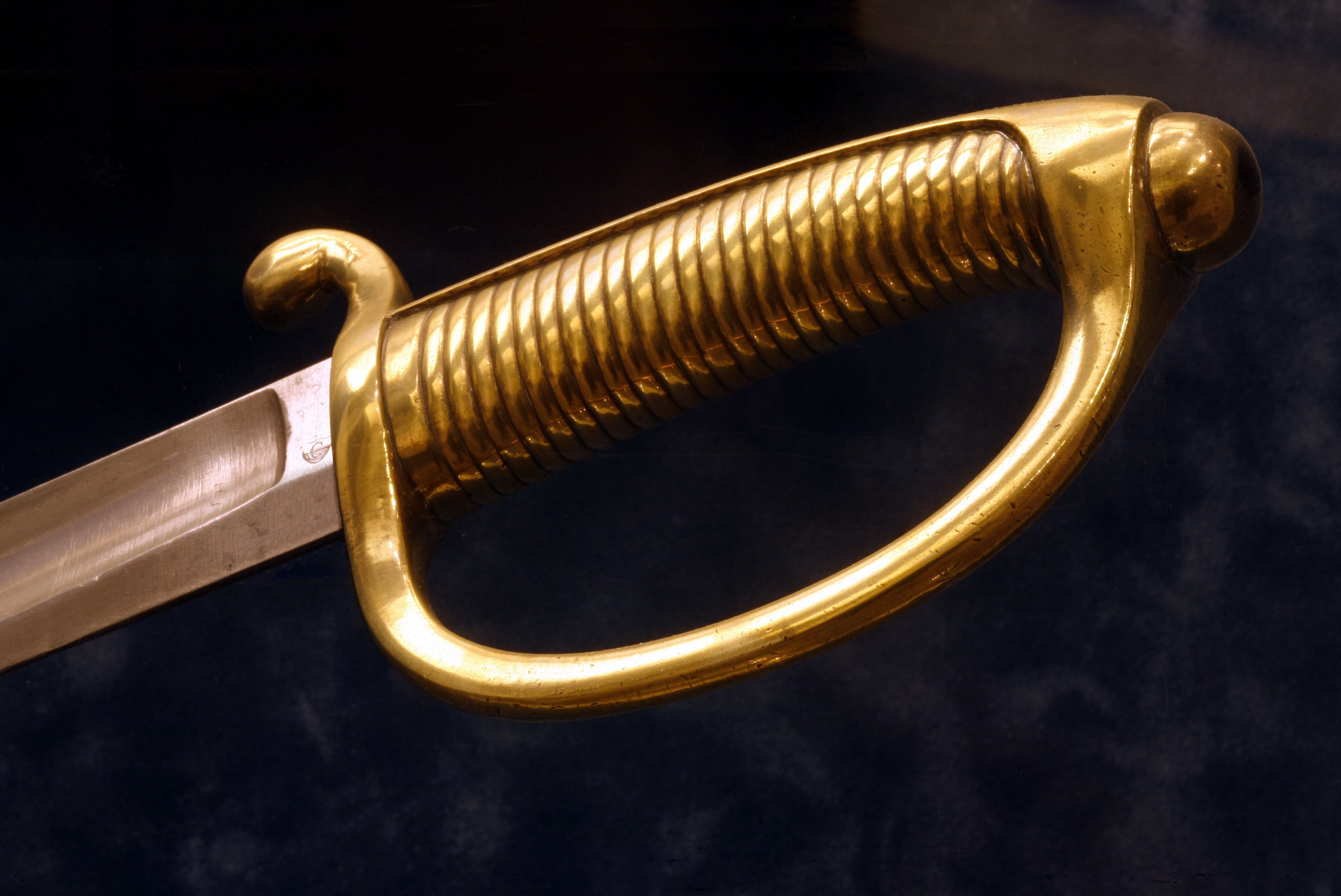
مدل بریکِت، شمشیر رایج در پیاده‌نظام جنگ ناپلئونی

## جستارهای بیشتر
- تالوار، سابر رایج در جنوب آسیا
- ذوالفقار
- شمشیردندان‌نما و شمشیردندان‌نمایان، که برخی از گونه‌هایشان «دندان سابری (دندان شمشیری)» نامیده شده‌اند.
- دندان‌خنجری‌ها، گروه گربه‌ایان معمولاً «گربه سابر دندان» نامیده می‌شوند.
- شمشیر نوری، یک شمشیر اسطوره ای مانند سلاح مورد استفاده در جنگ ستارگان